# 小澤大
小澤 大（おざわ だい、1989年5月8日 - ）は、日本の元ラグビー選手。

## プロフィール
- 岐阜県出身。
- 現役時代のポジションはウィング(WTB)、フルバック(FB)だが、セブンズではプロップ(PR)でプレーしていた[1]。
- 身長 183cm、体重 89kg
- 7人制日本代表に選ばれている。

## 略歴
2008年、岐阜工業高校卒業後、流通経済大学に入る。なお岐阜工業高校時代に1回花園への出場経験がある。
2012年、流通経済大学卒業後、トヨタ自動車ヴェルブリッツ(現・トヨタヴェルブリッツ)に加入。なお流通経済大学時代に関東大学ラグビーリーグ戦1部での初優勝に貢献した。また同年9月1日に行われたジャパンラグビートップリーグ第1節のヤマハ発動機ジュビロ戦に先発出場で公式戦初出場を果たす。
2018年、日本協会と7人制日本代表チーム専任選手契約を締結した。また同年にはラグビーワールドカップセブンズ2018の7人制日本代表に選ばれた。
2023年、現役を引退した。